# 日本同盟基督教団
日本同盟基督教団（にほんどうめいきりすときょうだん）は日本のプロテスタント系の団体。

## 沿革

### 初期宣教時代
- 1891年11月 北米スカンヂナビアン・アライアンス・ミッション =“Scandinavian Alliance Mission of North America”=SAM （現在は、TEAM:The Evangelical Allience Mission）のスカンヂナビア系アメリカ人の宣教師15名(男性6人、女性9人)が横浜港に到着する。
カール・E・アウレル(Aurell, Karl Emanuel)
セルマ・M・エングストロム(Engström, Selma M.)
グスタフ・F・ジョンソン(Johnson, Gustav F.)
エドラ・C・カールソン(Carlson, Edla C.)
ビクター・E・ヘッドベルグ(Hedberg, Victor Emanuel)
アンナ・セットランド(Setterlund, Anna)
ヤルマール・リンドストロム(Lindström, Hjalmar)
ハンナ・アンダーソン(Anderson, Hanna)
O・A・シーホルム(Sjöholm, O. A.)
アルベルチーナ・ピーターソン(Peterson, Albertina Josephine)
アウグスト・スコグルンド(Skoglund, August Wilhelm)
クリスチーネ・L・ジョンソン(Johnson, Christine L.)
クリスチーネ・エングストロム(Engström, Christine)
アンナ・ダニエルソン(Danielson, Anna)
メリー・エングストロム(Engström, Mary)
- 1892年 - メリー・エングストロム宣教師が天然痘により召天。宣教師たちは悲しみを乗り越えて東京、千葉、岐阜、神戸で活動開始
- 1893年6月 - エフ・オー・ベルグストロム(Bergström, Frans Oscar 1872.10.4-1941.1.10)が来日した。
- 1893年8月 - 田丸（萬木）源次郎（1868.9.3-1944. 10.16）が千葉県佐貫町八幡（富津市佐貫）の海でバプテスマを受けた。
- 1894年 - ミッション創立者イー・エフ・フランソン(Fredrik Franson)総理が初来日。飛騨伝道開始
- 1895年 - 伊豆諸島伝道開始、フランソン再来日
- 1896年 - ミッション初の教会堂として小梅町同盟基督協会献堂
- 1898年 - エレン・バークランド、J・R・アームストロング来日
- 1899年 - 高山同盟基督協会（現高山祝福教会）献堂、千葉町伝道開始、ヨエル・アンダーソン宣教師来日
- 1900年 - J・R・アームストロング夫妻（夫人はアンナ・ダニエルソン）帰国
- 1901年 - 土肥貞次、須永徳太郎大島伝道開始、ゴッドフリード・エリクソン・ティラー宣教師、アウグスト・マッソン宣教師来日
- 1903年 - フランソン来日、伊東伝道開始、ゴッドフリード・エリクソン・ティラー宣教師帰国、ケー・イー・アウレル宣教師退団

### 日端同盟基督協会時代
- 1904年7月 - スカンジナビア・アライアンス・ミッションは日本政府より日端同盟基督協会宣教師社団法人として設立が認可された。
- 1904年 - 千葉町同盟基督協会献堂、古川協会土地購入、アルベルチーナ・ピーターソン宣教師千葉へ
- 1905年 - 中野町伝道開始、小梅町協会、松倉町講義所が日比谷騒擾事件に便乗した暴徒の焼討に遭う。眞嶋慶三郎加盟、深川猿江裏町講義所へ赴任。
- 1906年 - 杉本光平が千葉協会赴任、アルフレッド・ストーン宣教師来日
- 1907年 - 東京勧業博覧会特別伝道会、宣教団が中野の土地を購入
- 1908年 - フランソンが米国で召天、中野に眞嶋慶三郎赴任、新島に関口為吉赴任
- 1909年 - 宣教団本部中野へ移転
- 1910年 - 日面リキが宣教団初の婦人伝道師となる
- 1911年 - 伊藤悌二が三宅島伝道開始
- 1912年 - 杉本光平・ピーターソン宣教師が朝鮮伝道旅行を実施
- 1913年 - シー・イー・カールソン宣教師来日
- 1914年 - 大井蝶五郎が茂原同盟基督協会に赴任
- 1915年 - 中野町小下協会献堂、牛丸摠五郎が元村協会赴任
- 1916年 - マッソン宣教師帰国、同盟協会伝道開始二十五周年記念伝道会
- 1917年 - 三宅島・大島無牧となる
- 1918年 - 関清治転任で下呂伝道中止に
- 1919年 - 三谷種吉の牧する警監ミッション本所亀沢町集会が加入
- 1920年 - 伊東講義所が伊東協会に、松田政一中野協会伝道師に
- 1921年 - 宣教資金の行き詰まりにより宣教団年会最後の年

### 日本同盟基督協会時代
- 1922年 - 日本人教職者と信徒による第一回年会（中野教会）を行う。年会議長は杉本光平、書記は眞嶋慶三郎であった。宣教団を含む包括団体「日本同盟基督協会」を設立する。
- 1923年 - ベルグストロム宣教師再来日、関東大震災で熱海教会流失
- 1924年 - 第二回年会（中野）、日本基督教連盟加入
- 1925年 - 第三回年会（千葉）、清水鑛冶、上島時之助召天
- 1926年 - 第四回年会（伊東）、ベルグストロム宣教師帰国、宣教団代表ピール来日
- 1927年 - 隣家の火災で中野教会類焼、高山で賀川伝道、中野教会再建
- 1928年 - 第五回年会（中野）、伊東教会献堂、高山教会改築完了
- 1929年 - 第六回年会（千葉）、船津教会献堂、松本廣伊東教会赴任
- 1930年 - 第七回年会（伊東）、各地で伝道集会盛ん
- 1931年 - 第八回年会（高山）、新島教会改築
- 1932年 - 第九回年会（中野）、宇佐美教会献堂、吉浜伝道開始
- 1933年 - 第十回年会（千葉）、ピーターソン宣教師帰国
- 1934年 - 第十一回年会（伊東）、ピーターソン宣教師・眞嶋慶三郎召天
- 1935年 - 第十二回年会（高山）、伊豆修養会開催、
- 1936年 - 第十三回年会（中野）、リーベンゼラ・ミッション合同、熱海・菊名教会献堂
- 1937年 - 第十四回年会（熱海）、杉並教会・元村教会献堂、A.ラーソン宣教師来日
- 1938年 - 第十五回年会（千葉）、伊豆修養会
- 1939年 - 第十六回年会（伊東）、市川教会設立
- 1940年 - 第十七回年会（ＹＷＣＡ憩いの家）、高齢の杉本光平議長が引退し松田政一が議長に就任。松本廣が書記就任。当年会において伝道拡大を期して解散を宣言。宣教師離日相継ぐ、中野本郷教会献堂。日本神学校卒業を前に木下弘人が千葉教会に赴任。

### 日本基督教団時代
- 1941年 - 日本聖化基督教団を経て日本基督教団の第8部の構成員になる。
- 1942年 - 日本基督教団第一回総会、大島夏季修養会
- 1943年 - 部制解消、日本基督教団第二回総会
- 1944年 - 総会中止、日本基督教団決戦態勢宣言
- 1945年 - 空襲で東京の教会は壊滅状態。信徒は疎開、敗戦
- 1946年 - 菊名教会で旧同盟教職者会、カールソン宣教師来日
- 1947年 - 菊名で同盟系教会の年会、ピーチ、デカンプ、フォスベルク宣教師等来日

### 日本基督教団離脱時代
- 1948年 - 宣教師の来日多数、日本同盟基督協会に属していた群の一部が日本基督教団を離脱する。日本同盟基督教団再建、第一回教団総会、議長松田政一、書記鋤柄熊太郎、会計遠藤六一が選任される。後に野畑新兵衛(1951年加入）、安藤仲市（1955年加入）、木下弘人（1962年再加入）等が加入し戦後の発展期を迎える。教憲制定、横須賀集会開始
- 1949年 - 神学校開校、世の光再刊、第二回教団総会。
- 1950年 - 同盟聖書学院（現在の東京基督教大学）を開校する。いのちのことば社設立、第三回教団総会松原湖バイブルキャンプ、浜名湖バイブルキャンプの開始
- 1951年 - 日曜学校助成協会設立、第四回教団総会。

### 日本同盟基督教団時代
- 1952年 - 臨時教団総会、宗教法人「日本同盟基督教団」の設立
- 1953年 - 第五回教団総会、総理D・ジョンソン来日、J・アンダーソン宣教師召天
- 1954年 - 臨時教団総会、カールソン帰国
- 1955年 - 第六回教団総会、教規を可決し邦人と宣教師の総会が分離
- 1956年 - 臨時教団総会、生越實造、鋤柄熊太郎召天
- 1957年 - 第七回教団総会、松田政一渡米
- 1958年 - 第八回教団総会、各地で伝道盛ん
- 1959年 - 第九回教団総会、中野教会に教団本部事務所完成
- 1960年 - 第十回教団総会、松原湖バイブルキャンプ場に恒久施設建築
- 1961年 - 第十一回教団総会、教団創立七十年記念大会、松田政一入院
- 1962年 - 第十二回教団総会、リーベンゼラ・ミッション離脱
- 1963年 - 第十三回教団総会、カールソン宣教師召天、日本クリスチャン・カレッジ移転
- 1964年 - 第十四回教団総会、教団代表役員が宣教師から教団議長へ
- 1965年 - 第十五回教団総会、ノートヘルファー宣教師夫妻帰国
- 1966年 - 第1次5カ年伝道計画の実施。教団ブロック制の開始。
- 1971年 - 第2次5カ年伝道計画の実施。宣教師の台湾への派遣
- 1976年 - 第3次5カ年伝道計画の実施。宣教師のインドネシア、カナダ北部、台湾、タイへの派遣。
- 1981年 - 10カ年伝道計画、北九州、京都、東広島、千葉、高松への伝道

## 特色
- 宣教の原動力をみことばへの服従と聖霊への信頼にあると信じ、各個教会主体制に立つ「宣教協力」
- 聖書のみことばを誤りなき神のみことばと信じ、信仰と生活の唯一絶対の規範とする「聖書信仰」に立つ。
- 教団を構成する各個教会が平等かつ同等の立場で話し合う「合議制」をもってすることを決する。
- 「教会と国家」委員会で靖国神社反対を表明している。

本来の歴史的特色としては以下の通り
- 「日瑞同盟基督協会の教会政治、基督を首とし他は何等の階級なく凡て兄弟姉妹として同等の権利を有するもの也、信仰箇条として聖書の内容を信ずるなり。教会綱領は信徒をして益々信仰を益さしめ未信者を基督に導き世の貧者及び病者等を救済し、尚少年少女に精神教育を施し健全なる国民を養成する等也」（1915年東京府届出資料）
- 1902年在日本同盟基督協会宣教師社団定款第五条「目的 本社団の目的は基督教を拡張し基督教主義の教育を施し且つ慈善救済の業を為さんが為に土地建物及び其他の財産を所有又は処理するにあり。」
- 歴史的資料には、主イエスの働きの3要素として知られる宣教、福祉及び教育がバランスよく配されている。

## 主な牧師
- 土肥貞次（どひ さだつぐ、1861年 - 1947年、大島元村教会、熱海教会）
- 杉本光平（すぎもと みつひら、1876年 - 1973年、千葉教会（西千葉教会）牧師）
- 眞嶋慶三郎（まじま けいざぶろう、1883年-1934年、猿江町講義所、中野教会、高山教会）
- 松田政一（まつだ まさいち、1898年-1974年、古川教会、船津教会、中野教会）
- 野畑新兵衛（のばた しんべえ、1888年-1990年、椎名町教会）
- 鋤柄熊太郎（すきがらくまたろう、1889年-1956年、等々力教会）
- 安藤仲市（あんどうなかいち、1900年-1987年、世田谷中央教会牧師）
- 木下弘人（きした ひろと、1911年 - 2005年、下田教会、西千葉教会、中野教会、千葉キリスト教会、富津教会牧師）
- 安斎政威（あんざい まさたけ、1912年-2013年、館山教会、市原平安教会）
- 岡村又男（おかむら またお、1931年-、横須賀中央教会）
- 西満（にし みつる、1931-2012年、和泉福音聖書教会）
- 吉持章(よしもち あきら、1936-2019年、平和台恵み教会、館山教会元牧師)
- 斎藤篤美（さいとう あつよし、1937年-2012年、衣笠中央教会、隠退）
- 下川友也（しもかわ ともや、1939年-、日高聖書教会牧師、元東京基督神学校校長）
- 倉沢正則（くらさわ まさのり、1952年-、沼南教会牧師、東京基督教大学第4代目学長）
- 遠藤嘉信（えんどう よしのぶ、1959年-2006年、和泉福音聖書教会牧師現職のまま死去）
- 遠藤勝信（えんどう まさのぶ、1963年-、小平聖書教会牧師、聖書宣教会教師）
- 山口陽一（やまぐち よういち、1970年-、市川福音キリスト教会牧師、東京基督教大学学長）
- 菊池実（きくち みのる、八千代聖書教会牧師、東京基督教大学神学科長）

## ギャラリー
- 大須教会（愛知県名古屋市）
- 愛宕山教会（愛知県岡崎市）
- 安城中央キリスト教会（愛知県安城市）
- 西尾同盟キリスト教会（愛知県西尾市）

## 所有する主な施設
- 教団事務所（東京都渋谷区）
- 松原湖バイブルキャンプ場
- 浜名湖バイブルキャンプ場

## 組織構成
- 理事会
- 総務局
- 伝道局
- 教育局
- 国外宣教委員会
- 社会局